# Bačva (Višnjan)
 Bačva  (olaszul: Mondellebotte) falu Horvátországban, Isztria megyében. Közigazgatásilag  Višnjanhoz tartozik.

## Fekvése
Az Isztria középső részén, Pazintól 18 km-re nyugatra, községközpontjától 3 km-re délre, az A9-es autóúttól keletre fekszik.

## Története
A falu Petrovac nevű szőlőhegyén talált leletek tanúsága szerint területe már az ókorban lakott volt. A domb északi lejtőjén már 1979-ben találtak latin feliratos kötöredékeket. A dombon 2003-ban végzett szakszerű régészeti feltárás során mozaikpadlós ókori épületek maradványaira bukkantak. A leletek között tűzhely maradványai, a három feltárt hulladékgödörben amforák, cseréptöredékek, tégla, üveg és állati csontok töredékei kerültek elő. A leleteket az i. e. 1. század és a 7. század  közötti időre keltezték. A településnek 1857-ben 337, 1910-ben 28 lakosa volt. Az első világháború után a rapallói szerződés értelmében Isztria az Olasz Királysághoz került. A második világháború után Jugoszlávia része lett. Jugoszlávia felbomlása után 1991-ben a független Horvátország része lett. 2011-ben 21 állandó lakosa volt. Lakói mezőgazdasággal és állattarrtássl foglalkoznak.

## Nevezetességei
- A Kármelhegyi Boldogasszony tiszteletére szentelt plébániatemploma a 14. – 15. században épült gótikus stílusban, a 17. és 18. században bővítették és barokk stílusban építették át. Legrégibb része a középkori templomból fennmaradt gótikus kapuzat. Kazettás mennyezetét püspöki címer díszíti. A templomban fennmaradt Stjepan Deković plébános 1581-ből származó domborműves, glagolita feliratos  sírkőlapja. Kőből faragott keresztelőmedencéjén az 1756-os évszám látható.
- Szent Jakab apostol tiszteletére szentelt temploma[2] már a 13. században állt. 9,5 x 6,1 m méretű, egyhajós román stílusú épület, téglalap alaprajzú apszissal és az oromzaton álló harangtoronnyal. A stílusjegyek azt mutatják, hogy valószínűleg a 12. század végén építették. A templom durván faragott, kemény isztriai mészkőből épült. Belsejében Dominic Udine mesternek a 16. század közepéről fennmaradt falfestményei láthatók, alatta a geometriai mintázat egy régebbi rétege nagy valószínűséggel a római korból való. A diadalíven az Angyali üdvözlet, az apszisban az Atyaisten és az apostolok, valamint oldalfalain pedig a hagiográfiai jelenet ábrázolása található. Ikonográfiai szempontból különleges az északi falon látható Szent Nedelja jelenet. A templomban egy szép, gótikus, fából faragott szárnyasoltár is található, valószínűleg a motovuni Alvise Orsi munkája a 16. század közepéről. A templomot 1913-ban renoválták, ma múzeumként működik.

## Lakosság
| Lakosság változása | Lakosság változása | Lakosság változása | Lakosság változása | Lakosság változása | Lakosság változása | Lakosság változása | Lakosság változása | Lakosság változása | Lakosság változása | Lakosság változása | Lakosság változása | Lakosság változása | Lakosság változása | Lakosság változása | Lakosság változása |
| ------------------ | ------------------ | ------------------ | ------------------ | ------------------ | ------------------ | ------------------ | ------------------ | ------------------ | ------------------ | ------------------ | ------------------ | ------------------ | ------------------ | ------------------ | ------------------ |
| 1857               | 1869               | 1880               | 1890               | 1900               | 1910               | 1921               | 1931               | 1948               | 1953               | 1961               | 1971               | 1981               | 1991               | 2001               | 2011               |
| 337                | 372                | 40                 | 97                 | 32                 | 28                 | 685                | 569                | 34                 | 36                 | 32                 | 18                 | 22                 | 17                 | 21                 | 21                 |